# Provincia de Borneo Central
La provincia de Borneo Central (indonesio: Kalimantan Tengah) es una provincia de la República de Indonesia situada en la parte sur  es su costa y mientras que la parte  central es tierra y se ubica en la isla de Borneo. La ciudad capital es Palangka Raya.
La superficie de la provincia es principalmente plana, solo el norte es montañoso. Grandes zonas pantanosas a lo largo de la costa de contribuyen a la inaccesibilidad de la región.
La región perteneció desde el siglo XVII al Sultanato de Banjarmasin, antes del siglo decimonoveno fue colonizada por los neerlandeses. Después de la independencia de Indonesia se creó esta provincia en el año 1957. En el decenio de 1990, en varias ocasiones, hubo conflictos violentos entre los dayak y los inmigrantes de otras provincias.

## Demografía
Según el censo de 2020, la población de esta provincia es de 2.669.969 personas. Como tiene una extensión de 153.564 kilómetros cuadrados, la densidad poblacional es de 17,38 habitantes por kilómetro cuadrado.
La proporción de sexos de esta provincia es de 108, lo que significa que hay 108 hombres por cada 100 mujeres.

### Religiones
La religión mayoritaria de Célebes Central es el Islam (74'11%). Otras religiones practicadas en la provincia son el Protestantismo (16.67%), el Hinduismo (y el Kaharingan, una religión indígena con numerosos elementos hinduistas) (5.84%), y el Catolicismo (3.23%). El Budismo, el Confucionismo y otras religiones son seguidas por el 0.15%.

### Grupos étnicos
Borneo Central está habitado predominantemente por el pueblo dayak (46'63% de la población), que a su vez se dividiría en tres subetnias: los ngaju, los ot danum y los ma'anyan. Estas tres ramas principales se subdividen en varias ramas de tribus dayak: los luangan, taboyan, dusun siang, boyan, bantian, dohoi, kadori.
Además de los dayak, también hay grupos étnicos procedentes de otras partes de Indonesia, como los javaneses (21.67%), los banjareses (21.03%), los malayos indonesios (3.97%), los madureses (1.93%), los sondaneses (1.29%), los bugis (0.77%), los batak (0.56%), los pueblos de la Isla de Flores (0.38%) o los balineses (0.33%).
- Datos: Q3891
- Multimedia: Central Kalimantan / Q3891

1. ↑  Worldpostalcodes.org,[https://www.worldpostalcodes.org/l1/en/id/indonesia/profile/postalcode/73111+-+74874 código postal n.º 73111 - 74874].